# August Pfluger
August Lee Pfluger II (San Angelo, 28 dicembre 1978) è un politico statunitense, membro della Camera dei Rappresentanti per lo stato del Texas dal 2021.

## Biografia
Discendente di Henry Pfluger Sr., fondatore di Pflugerville, August Pfluger si arruolò nell'Air Force e vi prestò servizio per vent'anni come pilota di F-22, congedandosi col grado di tenente colonnello.
Per tre mesi lavorò presso il Consiglio per la sicurezza nazionale durante l'amministrazione Trump. Pfluger lasciò il posto per candidarsi con il Partito Repubblicano alla Camera dei Rappresentanti e, dopo essersi aggiudicato le primarie battendo nove candidati, vinse anche le elezioni generali e divenne deputato.

## Vita privata
Pfluger e sua moglie, Camille, hanno tre figlie. Vivono a San Angelo, Texas.